# لئون او
لئون او (فرانسوی: Léon Huot‎; ۳۱ دسامبر ۱۸۹۸ – ۲۶ مهٔ ۱۹۶۱) بازیکن فوتبال اهل فرانسه بود.
وی در تیم ملی فوتبال فرانسه بازی کرده‌است.